# 薩盧塔蒂

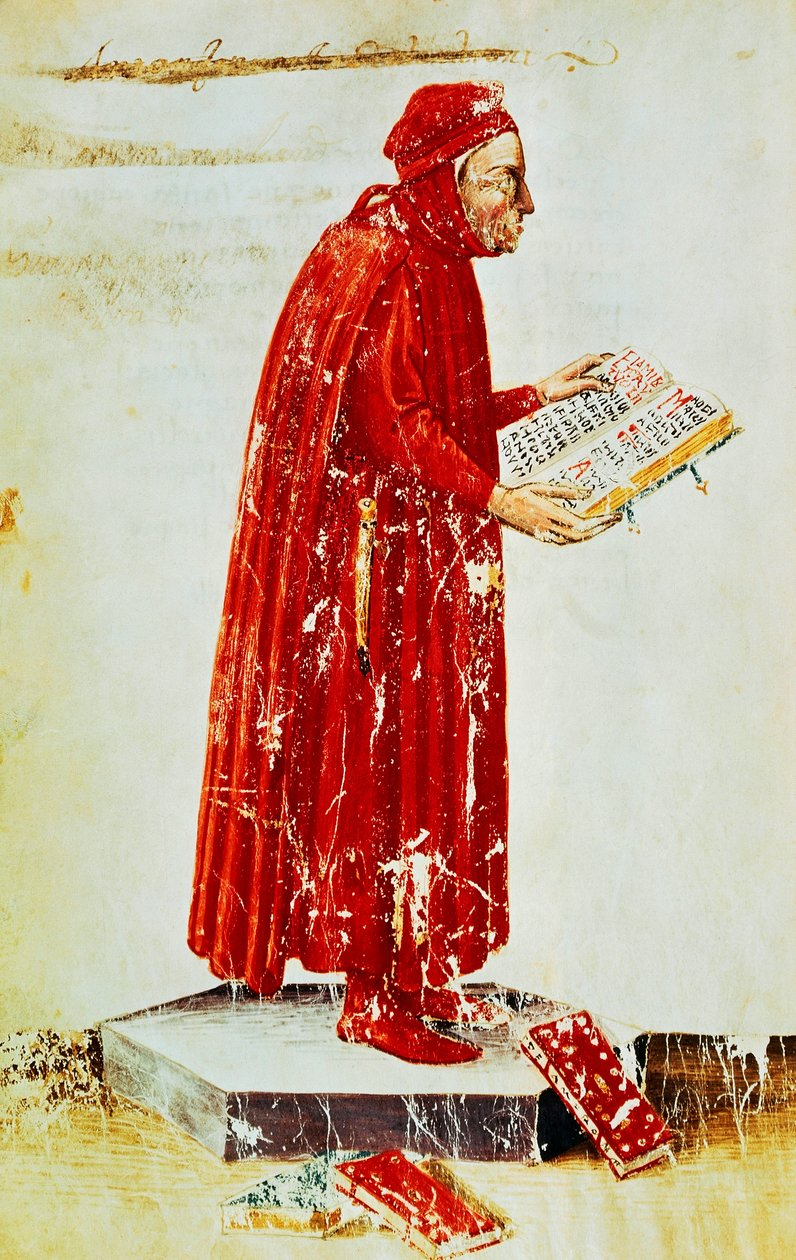
薩盧塔蒂

薩盧塔蒂，或薩魯塔提（義大利語：Coluccio Salutati，1331年2月16日—1406年5月4日）義大利文藝復興時期人文主義者，曾任佛羅倫斯執政官，以及連任20年首長會議的秘書長。作為讚美佛羅倫斯「民主政治」的宣揚者和演說家，在1402年對抗（獨裁的）米蘭軍圍困佛羅倫斯的保衛戰中居功厥偉，並在保衛戰勝利後鼓舞了佛羅倫斯人對自己體制的信心和勇氣，他激昂的口才和歷史地位，如同西賽羅捍衛羅馬共和般，受到後人推崇。他的學生李奧納度·布倫尼延續老師的事業，以傑出文筆和歷史巨著──12卷《佛羅倫斯人民史》（歌頌佛羅倫斯的「民主」），極大地強化了佛羅倫斯對自身共和體制的自信認同和優越感。

## 生平
薩盧塔蒂生于斯蒂尼亚诺近布贾诺（属于今皮斯托亞省）。

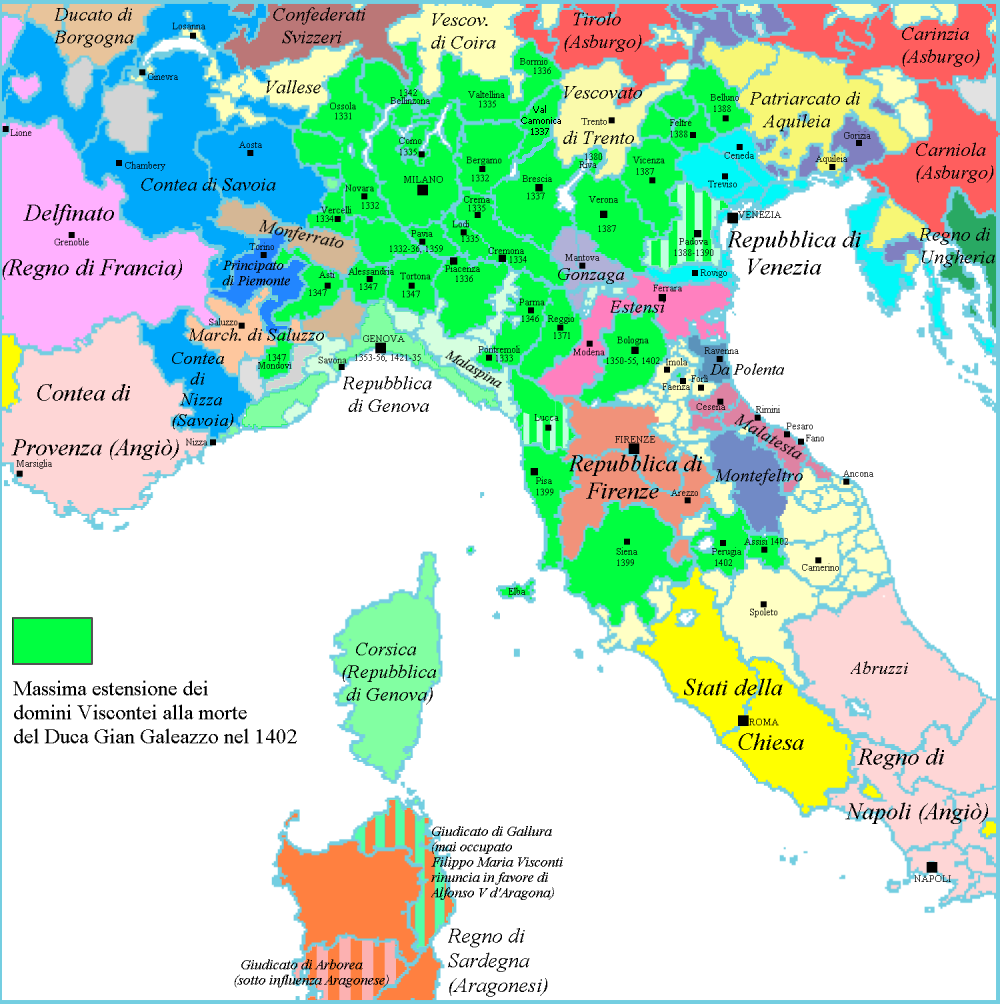
1402年米蘭獨裁者吉安·加萊亞佐死前的最大版圖（綠色與淡綠色區塊），當時米蘭的維斯孔蒂家幾乎統一義大利中北部，原本的強國威尼斯（淡藍色）、佛羅倫斯（深橘色）、教宗國（亮黃色）都被壓縮至很小區域，只要1402年（深橘色的）佛羅倫斯被米蘭攻下，維斯孔蒂很可能統治全義大利

1375年，薩盧塔蒂被任命为佛羅倫斯執政官（Cancelliere di Firenze），身居佛羅倫斯共和国要职。其在任期间最重要的成绩是救佛羅倫斯免于米蘭強大的維斯孔蒂家族染指。尽管军力远不及米蘭，但佛羅倫斯依然在十二年的战争中保持其独立之地位。薩盧塔蒂团结了佛羅倫斯人保卫他们的自由与共和，阻止米蘭公爵吉安·加萊亞佐徹底征服義大利中北部的野心。當米蘭軍徹底圍困佛羅倫斯時，薩盧塔蒂不斷以激昂的演說鼓舞士氣，並參與大量的外交活動，用自己出色的文筆鼓動各國反對米蘭，又策反米蘭佔領的城市去反對維斯孔蒂。最後，战争于1402年，因吉安·加萊亞佐染疫去世而告终，使得佛羅倫斯不但得到拯救，更成为意大利北部一强国。
薩盧塔蒂在文化方面成就较之其政绩恐怕更为人所知。作为作家和演说家，他受古典文学传统影响深刻。他的俸禄大多用来收集图书，他的800册藏书在当时看来已属较大规模。他搜购古典文献抄本，亦有重要发现，最重要的莫过于西塞罗的两封散佚的书信，颠覆了整个中世纪以来对罗马政治家的看法。薩盧塔蒂在历史方面也有重要的研究，他认为佛羅倫斯起源于罗马共和国而不是罗马帝国。在薩盧塔蒂所处的时代天主教会反对世俗文学，尤其是异教文学的研究。薩盧塔蒂积极推动，试图改变这一看法。他常与教会人士就异教文学作品的优势展开神学上的辩论。

## 評價
意圖佔領佛羅倫斯的「米蘭毒蛇」（公爵）吉安·加萊亞佐曾說：「薩盧塔蒂的一紙書信，抵得上千軍萬馬」。

## 著作
- 书信集
- Invectiva, 1403
- De saeculo et religione, 1381
- De fato, fortuna et casu, 1396－1399
- De nobilitate legum et medicinae, 1399
- De tyranno, 1400
- De laboribus Herculis, 未完成